# 鷲嶺
鷲嶺，為臺灣臺南老城區內地勢最高處，與崙仔頂、山川臺、山仔尾、赤崁、尖山、覆鼎金合稱為「府城七丘」或「鳳凰七丘」。
其高度約有海拔12、14公尺，其位置約在現今湯德章紀念公園（民生綠園）周邊，附近有北極殿、天公廟（台南天壇）、台南測候所等歷史建築。今日市民一般以北極殿稱呼該地。
臺南當地有句諺語「上帝廟埁墘，水仙宮簷前」，意指鷲嶺之上的北極殿（即上帝廟）階梯，與鷲嶺之下的水仙宮的屋簷同高，反映地勢的落差。
鷲嶺祗園，鷲嶺在佛教指的是佛剎所在的靈鷲山，“祗園”指祗園精舍佛寺。

## 其他
- 桂子山 - 省轄臺南市最高峰